# Rozkișne, Lutuhîne
Rozkișne (în ucraineană Розкішне) este o comună în raionul Lutuhîne, regiunea Luhansk, Ucraina, formată numai din satul de reședință.

## Demografie
Componența lingvistică a comunei Rozkișne
     Rusă (57,1%)
     Ucraineană (42,39%)
     Alte limbi (0,13%)
Conform recensământului din 2001, majoritatea populației comunei Rozkișne era vorbitoare de rusă (57,1%), existând în minoritate și vorbitori de ucraineană (42,39%).